# Mike Waters

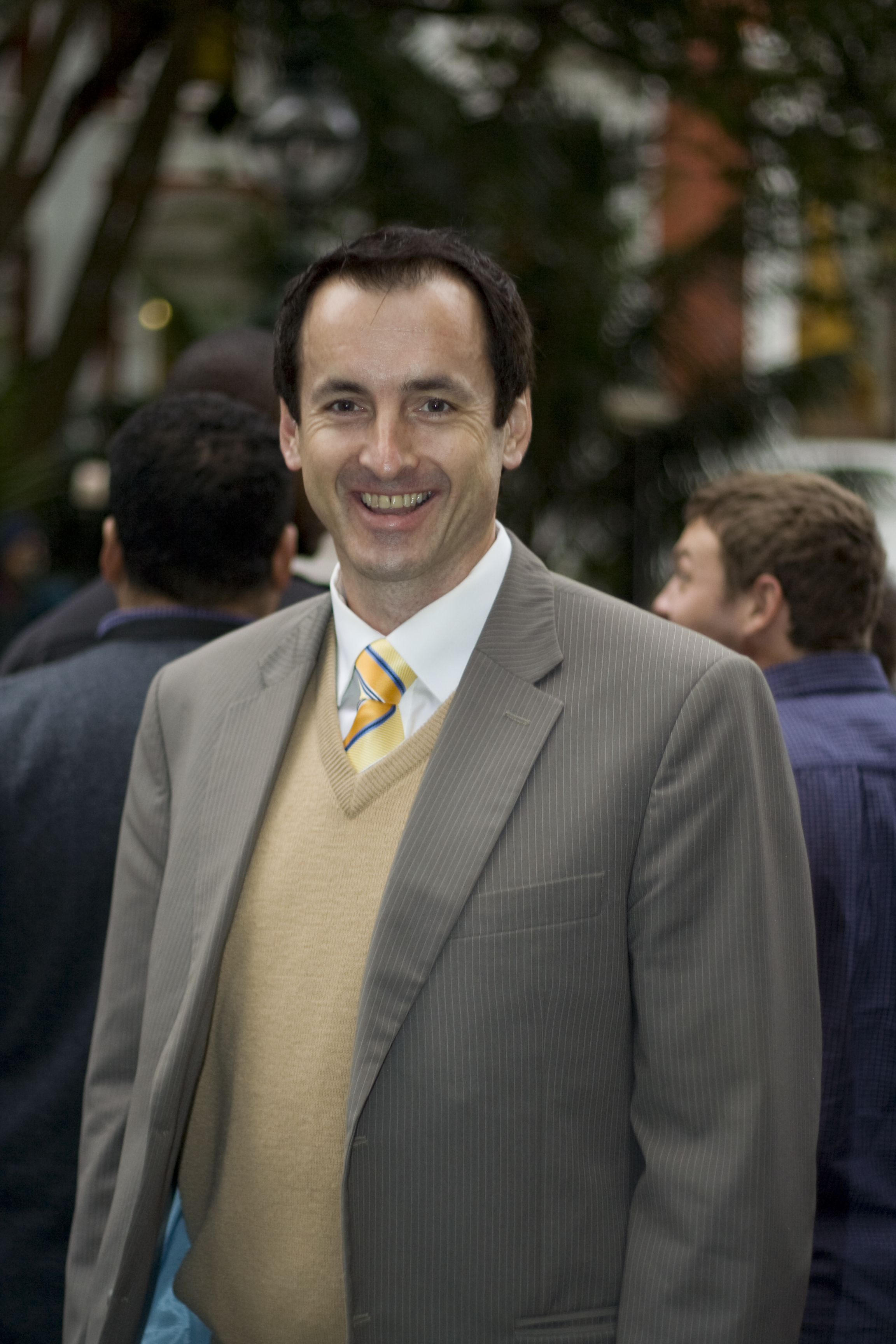
Mike Waters

Mike Waters (* 30. Juni 1967 in Middlesbrough, Vereinigtes Königreich; eigentlich Michael Waters) ist ein südafrikanischer Politiker der Democratic Alliance.

## Leben
Waters studierte am Technikon Witwatersrand. Er ist seit den Parlamentswahlen von 1999 Abgeordneter in der südafrikanischen Nationalversammlung. Neben Zakhele Mbhele und Ian Ollis gehört er zu den ersten offen homosexuellen Abgeordneten in der Nationalversammlung.